# Humberto Ríos Labrada
Humberto Ríos Labrada là nhà khoa học nông nghiệp, nhạc sĩ dân ca và nhà bảo vệ môi trường người Cuba. Ông đã được trao Giải Môi trường Goldman năm 2010, cho việc làm của ông về đa dạng sinh học và phát triển bền vững của nền nông nghiệp Cuba.